# 小行星25104
小行星25104（25104 Chohyunghoon）是一颗绕太阳运转的小行星，为主小行星带小行星。该小行星于1998年9月19日发现。

## 轨道参数
小行星25104的轨道半长轴为392 670 469 km，2.6248026 UA，离心率为0.092。